# 瑟纳伊
瑟纳伊（法語：Senailly，法語發音：[sənaji]）是法国科多尔省的一个市镇，位于该省西部，属于蒙巴尔区。

## 地理
瑟纳伊（47°35'4"N, 4°15'59"E）面积9.28 平方千米，位于法国勃艮第-弗朗什-孔泰大區科多尔省，该省份为法国中东部省份，北起奥布省，西接涅夫勒省和约讷省，南至索恩-卢瓦尔省，东南接汝拉省，东临上索恩省，东北部与上马恩省接壤。
与瑟纳伊接壤的市镇（或旧市镇、城区）包括：圣日耳曼莱瑟纳伊、阿蒂、克雷庞、凡莱穆捷、蒙蒂尼-蒙福尔、坎西勒维孔特、维塞尔尼。

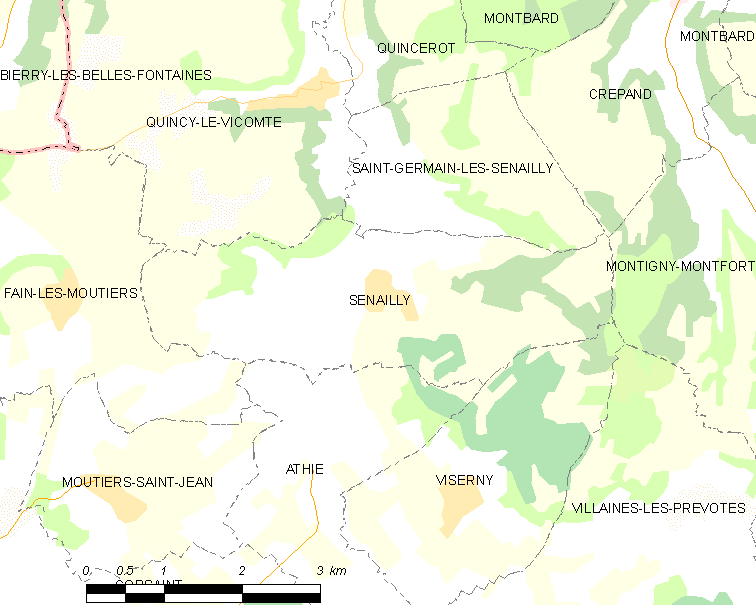
瑟纳伊的OSM定位图

瑟纳伊的时区为UTC+01:00、UTC+02:00（夏令时）。

## 行政
瑟纳伊的邮政编码为21500，INSEE市镇编码为21604。

## 政治
瑟纳伊所属的省级选区为蒙巴尔县。

## 人口

1962-2008年间瑟纳伊人口变化图示

瑟纳伊于2022年1月1日时的人口数量为132人。